# Andreas Zaimis
Andreas Zaimis (řecky Ανδρέας Ζαΐμης; 1791 Kerpini, Kalavryta – 4. května 1840 Athény) byl řecký bojovník za svobodu a vládní lídr během řecké války za nezávislost.

## Život
Narodil se v Kalavrytě na severu Peloponésu a sloužil jako vojín a později jako vůdce ozbrojenců, kteří během řecké revoluce bojovali proti osmanským Turkům.
V roce 1826 byl zvolen do čela prozatímní řecké vlády. Jeho syn Thrasivoulos Zaimis a vnuk Alexandros Zaimis se později stali řeckými premiéry.